# سفیدآبه (نیمروز)
سفیدآبه، روستایی در دهستان سفیدآبه بخش سفیدآبه شهرستان نیمروز در استان سیستان و بلوچستان ایران است. این روستا، مرکز بخش سفیدآبه است.

## جمعیت
بر پایه سرشماری عمومی نفوس و مسکن در سال ۱۳۹۵، جمعیت این روستا برابر با ۳٬۴۳۴ نفر (۷۰۷ خانوار) بوده‌است.